# Trivy
Trivy ist eine französische Gemeinde mit 259 Einwohnern (Stand 1. Januar 2022) im Département Saône-et-Loire in der Region Bourgogne-Franche-Comté (vor 2016 Bourgogne). Die Gemeinde ist Teil des Arrondissements Mâcon und Teil des Kantons La Chapelle-de-Guinchay (bis 2015 Matour). 

## Geografie
Trivy liegt etwa 29 Kilometer westnordwestlich von Mâcon in der Landschaft Beaujolais. 
Umgeben wird Trivy von den Nachbargemeinden Sivignon im Norden, Curtil-sous-Buffières im Osten und Nordosten, La Chapelle-du-Mont-de-France im Osten, Dompierre-les-Ormes im Süden sowie Verosvres im Westen.
Durch die Gemeinde führt die Route nationale 79.

## Bevölkerungsentwicklung
| Jahr                      | 1962 | 1968 | 1975 | 1982 | 1990 | 1999 | 2006 | 2011 | 2016 |
| ------------------------- | ---- | ---- | ---- | ---- | ---- | ---- | ---- | ---- | ---- |
| Einwohner                 | 397  | 407  | 353  | 288  | 257  | 241  | 289  | 270  | 274  |
| Quelle: Cassini und INSEE |      |      |      |      |      |      |      |      |      |

## Sehenswürdigkeiten

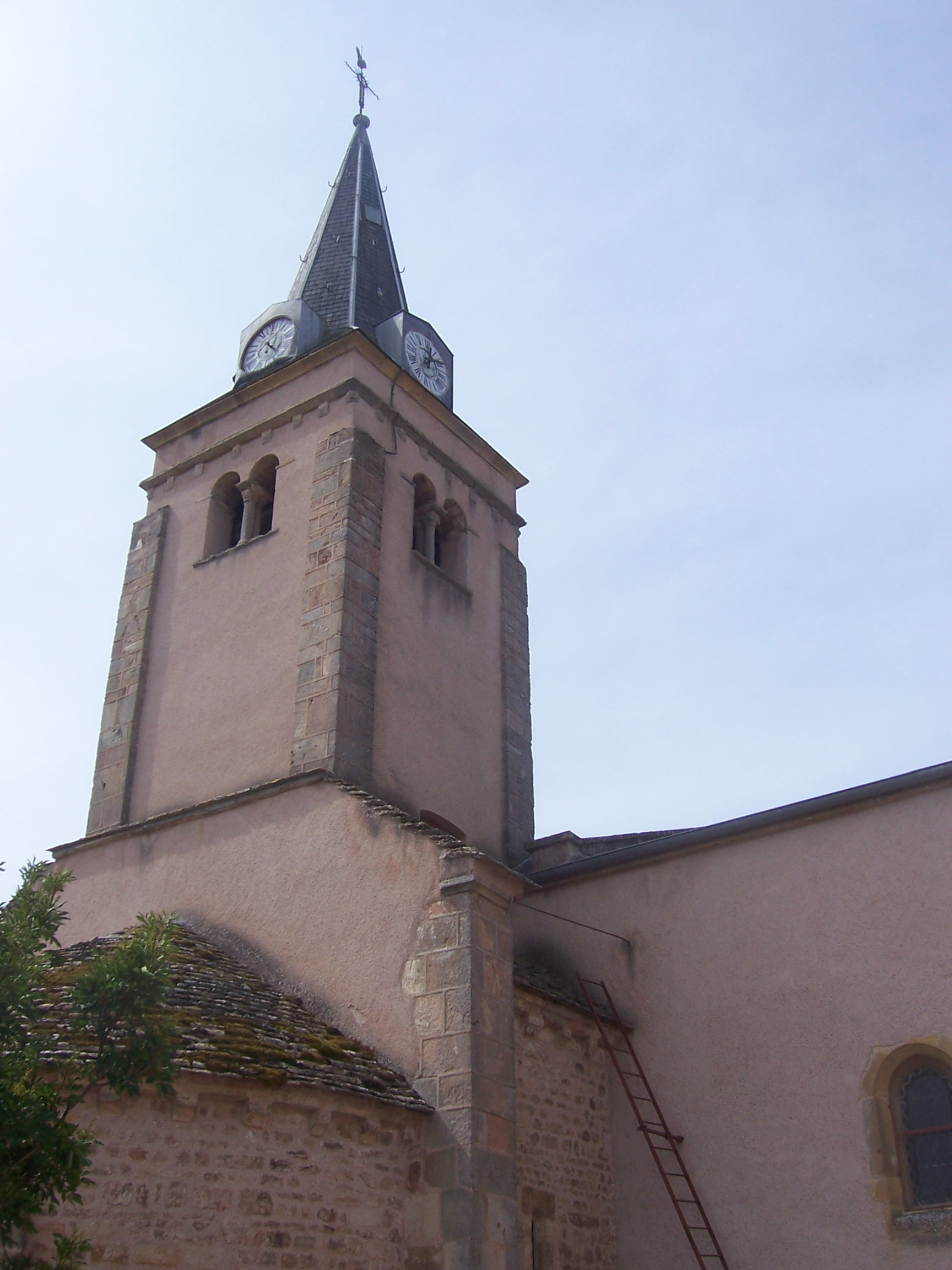
Kirche Saint-Germain

- Kirche Saint-Germain aus dem 13. Jahrhundert